# Banja Luka Challenger 2022
Il Banja Luka Challenger 2022 è stato un torneo maschile tennis professionistico. È stata la 20ª edizione del torneo, facente parte della categoria Challenger 80 nell'ambito dell'ATP Challenger Tour 2022, con un montepremi di 45 730 €. Si è svolta dal 22 al 28 agosto 2022 sui campi in terra rossa del Park Mladen Stojanović di Banja Luka, in Bosnia ed Erzegovina.

## Partecipanti

### Teste di serie
| Nazionalità          | Giocatore                 | Ranking* | Testa di serie |
| -------------------- | ------------------------- | -------- | -------------- |
| Spagna               | Nicolás Álvarez Varona    | 223      | 1              |
| Ungheria             | Fábián Marozsán           | 234      | 2              |
| Bosnia ed Erzegovina | Damir Džumhur             | 238      | 3              |
| Spagna               | Nikolás Sánchez Izquierdo | 244      | 4              |
| Finlandia            | Otto Virtanen             | 247      | 5              |
| Portogallo           | Frederico Ferreira Silva  | 251      | 6              |
| Italia               | Lorenzo Giustino          | 252      | 7              |
| Bosnia ed Erzegovina | Mirza Bašić               | 258      | 8              |

* Ranking al 15 agosto 2022.

### Altri partecipanti
I seguenti giocatori hanno ricevuto una wild card per il tabellone principale:
- Damir Džumhur
- Yevhenii Bondarenko
- Matvey Minin

Il seguente giocatore è entrato in tabellone con il ranking protetto:
- Jan Choinski

Il seguente giocatore è entrato in tabellone come alternate:
- Filip Cristian Jianu

I seguenti giocatori sono passati dalle qualificazioni:
- Kimmer Coppejans
- Benjamin Hassan
- Alexander Weis
- Marko Topo
- Thiago Seyboth Wild
- Aldin Šetkić

## Campioni

### Singolare
Fábián Marozsán ha sconfitto in finale  Damir Džumhur con il punteggio di 6–2, 6–1.

### Doppio
Vladyslav Manafov /  Oleg Prihodko hanno sconfitto in finale  Fabian Fallert /  Hendrik Jebens con il punteggio di 6–3, 6–4.